# Utopia (Travis Scott)
Utopia is het vierde studioalbum van de Amerikaanse rapper Travis Scott, uitgebracht op 28 juli 2023 door het platenlabel Cactus Jack Records en Epic Records. Het is de opvolger van het album JackBoys.
Het album werd uitgebracht in een aantal cd- en vinyl-varianten voor verzamelaars, waaronder een 15-delige Deluxe Boxed-set.